# Санто Доминго Пуебло (Њу Мексико)
Санто Доминго Пуебло (енгл. Santo Domingo Pueblo) насељено је место без административног статуса у америчкој савезној држави Њу Мексико.

## Демографија
По попису из 2010. године број становника је 2.456, што је 94 (-3,7%) становника мање него 2000. године.
| Група             | 2000.     | 2010.     |
| Белци             | 5 (0,2%)  | 4 (0,2%)  |
| Афроамериканци    | 0 (0,0%)  | 0 (0,0%)  |
| Азијати           | 0 (0,0%)  | 1 (0,0%)  |
| Хиспаноамериканци | 30 (1,2%) | 27 (1,1%) |
| Укупно            | 2.550     | 2.456     |